# União Evangélica Sul-Americana
União Evangélica Sul-Americana (UESA) foi uma organização missionária fundada em 1911. É creditada a UESA o surgimento da Igreja Cristã Evangélica.
Os ingleses fundaram algumas missões para atuar na América do Sul: Help for Brazil (criada em 1892 por iniciativa de Sarah Kalley e outros), South American Evangelical Mission (Argentina) e Regions Beyond Missionary Union (Peru). Após a Conferência de Edimburgo de 1910, essas missões vieram a constituir a União Evangélica Sul-Americana.